# Кирило (Михайлюк)
Кирило (в миру Михайлюк Михайло Ілярович; нар. 5 грудня 1963, с. Швейків Монастириського району Тернопільської області) — архієрей Православної церкви України (до 15 грудня 2018 року — Української Автокефальної Православної Церкви), єпископ Ужгородський і Хустський.

## Життєпис
Закінчив Шейківську восьмирічну школу, Богородчанське МПТУ-12. У серпні 1985 р. вступив до Московської духовної семінарії.
26 квітня 1986 року ректором МДАіС архієпископом Дмитрієвським Олександром рукоположений у сан диякона.
Після закінчення навчання служив у Тернопільсько-Кременецькій єпархії. 19 липня 1988 р. архієпископом Волинським і Рівненським Варлаамом рукоположений на священика. Призначений настоятелем парафії Святої преподобної Параскеви Сербської в селі Поручин і Святих благовірних князів Бориса і Гліба в с. Біще Бережанського району 5 серпня того ж року.
24 листопада 1990 р. перейшов під юрисдикцію УАПЦ на чолі з митрополитом Мстиславом (Скрипником). 22 грудня 1990 р. переведений на парафію Пресвятої Трійці містечка Заложці Зборівського району.
24 травня 1993 р. у храмі Св. рівноап. Кирила і Мефодія с. Шейків архієпископом Тернопільським і Кременецьким Яковом (Панчуком) возведений у сан протоієрея. З 26 червня по 21 листопада служив у кафедральному соборі Св. Андрія Первозваного у місті Хмельницький.
1 грудня 1998 р. єпископ Хмельницький і Кам'янець-Подільський Антоній (Махота) призначив протоієрея секретарем Хмельницької єпархії.
1999 року Кирило вступив до Київської духовної академії.
З благословення Святішого Патріарха Київського і всієї Руси-України Філарета 22 червня 2003 року пострижений в чернецтво з іменем Кирило (на честь святого Кирила, патріарха Александрійського).
23 липня 2003 р. возведений у сан архімандрита.

## Єпископське служіння
На своєму засіданні 26 липня 2003 р. Священний Синод Української Православної Церкви Київського Патріархату обрав архімандрита Кирила (Михайлюка) на єпископа Ужгородського і Закарпатського.
2 серпня 2003 у Свято-Володимирському патріаршому кафедральному соборі відбувся чин його наречення, який звершили Святійший Патріарх Київський і всієї Руси-України Філарет, єпископ Білоцерківський Олександр (Решетняк), єпископ Хмельницький і Кам'янець-Подільський Антоній (Махота), єпископ Васильківський Панкратій (Тарнавський), єпископ Сімферопольський і Кримський Климент (Кущ), єпископ Чернігівський і Ніжинський Михаїл (Зінкевич). 3 серпня у Свято-Володимирському соборі Києва за Божественною літургією Святійший Патріарх Філарет у співслужінні єпископів, які брали участь у нареченні, звершив хіротонію архімандрита Кирила (Михайлюка) на єпископа Ужгородського і Закарпатського.
Удостоєний вищих церковних нагород, зокрема ордену Архістратига Михаїла (23 січня 2004 р.).
Під час війни з Росією у 2014 році владика Кирило відвідав зону АТО, привізши захисникам України позашляховик, придбаний за кошт вірян Виноградівського району, а також сфотографувався на фоні автівки з автоматом і боєприпасом. Останній факт викликав невдоволення керівництва УПЦ КП.
26 грудня 2014 року за рішенням Священного Синоду УПЦ КП владика був заборонений у служінні «за вчинення дій, несумісних з саном єпископа, які стали причиною спокуси та критики на адресу Церкви, порушення 83 Апостольського правила, яким єпископу забороняється займатися військовою справою».
Єпископ Кирил (Михайлюк) у відповідь оголосив про свій вихід зі складу УПЦ Київського Патріархату. Водночас ще за день до рішення Синоду УПЦ КП, 25 грудня, прийнятий у юрисдикцію УАПЦ та призначений керуючим Закарпатською єпархією УАПЦ.
15 грудня 2018 року взяв участь у Об'єднавчому соборі українського православ'я ставши учасником новоутвореної Православної Церкви України.
Відповідно до рішення Священного Синоду ПЦУ від 5 лютого 2019 р., змінено титул на «Єпископ Ужгородський і Хустський». Єпископ Кирило є членом комісії з канонізації святих ПЦУ;  з його активного сприяня відбулися перші дві канонізації ПЦУ: Святителя Йосифа Нелюбовича-Тукальского та праведної Єлизавети (Гальшки) Гулевич.